# Elena Poniatowska

Stemma dei Poniatowski

Principessa Hélène Elizabeth Louise Amélie Paula Dolores Poniatowska Amor, nota semplicemente come Elena Poniatowska (Parigi, 19 maggio 1932), è una scrittrice e giornalista messicana, vincitrice del Premio Xavier Villaurrutia nel 1971, del Premio Rómulo Gallegos nel 2007 e del Premio Cervantes nel 2013.

## Biografia
Nasce a Parigi da Jean Evremont Sperry Poniatowski - discendente di Stanislao II Augusto Poniatowski, ultimo re di Polonia, e anche di Luigi XV di Francia - e da Paula Amor de Yturbe, nobildonna messicana di origini francesi. Quando Hitler invade la Polonia, intuendo il potenziale pericolo, la madre Paula decide di tornare a Ciudad de México: lei e la sorella Kitzia, entrambe di lingua francese, devono quindi imparare lo spagnolo. 
Nel 1943 parte per gli States per terminarvi gli studi: torna in Messico solo nel 1953, decisa ad intraprendere la carriera giornalistica; inizia a collaborare con il giornale della Ciudad, Excélsior. La sua intervista ai detenuti del carcere di Lecumberri, dove incontra anche Álvaro Mutis, le dà notorietà internazionale ma la sottopone anche all'attenzione della polizia politica.
Nel 1954 pubblica una raccolta di racconti scritti durante il soggiorno statunitense, Lilus Kikus, per la quale ottiene un discreto successo. Scrive diversi anni dopo, nel 1969, il suo primo romanzo, Hasta no verte, Jesus mío, poi ancora, nel 1971, un romanzo storico dal titolo La noche de Tlatelolco sul Massacro di Tlatelolco (2 ottobre 1968), del quale si era interessata in precedenza da giornalista. Per quest'ultimo ottiene il successo sperato: dato l'interesse suscitato dal fatto, vince il Premio Xavier Villaurrutia; l'opera viene presto tradotta in Inglese con il titolo Massacre in Mexico.
Scrive poi nel 1978 un romanzo epistolare intitolato Querido Diego, te abraza Quiela, interessandosi alla vita privata del pittore Diego Rivera. Quindi aiuta l'attivista per i diritti dei disabili Gabriella Gaby Brimmer a scrivere la sua autobiografia, che viene pubblicata col titolo Gaby Brimmer nel 1979. Scrive poi Fuerte es el silencio, La flor de lis e nel 1988 Nada, nadie. Las voces del temblor, quest'ultimo sul terremoto che nel 1985 sconvolse la capitale messicana. In questi anni inizia ad interessarsi di politica, tanto da arrivare a sostenere pubblicamente il candidato del PRD López Obrador alle elezioni del 2006, nelle quali trionfa Calderón.
Nel 2004 il Presidente francese Jacques Chirac le conferisce la Legion d'onore, quindi nel 2007 vince il Premio Rómulo Gallegos per il romanzo El tren pasa primero, pubblicato nel 2006.
Nel 2013 vince il Premio Cervantes.
Nell'aprile 2023 riceve dal Senato messicano la Medaglia d'Onore Belisario Domínguez dell'anno 2022, la più alta onorificenza concessa dalla Camera.

## Romanzi e racconti
- Lilus Kikus (2009 La Lepre edizioni)
- Tinissima (1997 Frassinelli Editore)
- Caro Diego, ti abbraccia Quiela (1993, Giunti Editore)
- Fino al giorno del giudizio (2002, Giunti Editore)

## Premi
- 2004 - Premio Maria Moors Cabot[3]
- 2013 - Premio Miguel de Cervantes
- 2023 - Premio Carlos Fuentes[4]